# Sin tetas no hay paraíso (serie de televisión española)
Sin tetas no hay paraíso es una serie de televisión española de suspense y drama producida por Grundy Televisión para la cadena española Telecinco, siendo una adaptación del formato original homónimo de Caracol Televisión de Colombia.
La serie fue estrenada el 9 de enero de 2008, con la clasificación "Mayores de 12 años". En pocas semanas se convirtió en todo un éxito.
La segunda temporada de la serie empezó el jueves 11 de septiembre de 2008, antes de su estreno en televisión fue antes estrenada en el Palacio de Deportes de Madrid el 3 de septiembre, esta temporada se cerró con un máximo de audiencia (30,1%).
La tercera temporada de la serie fue estrenada previamente el día 3 de septiembre de 2009 en el primer festival de Vitoria FesTVal. Y su estreno en televisión se produjo el día 13 de septiembre.
Desde el 7 de junio, la producción se emite en Perú. y también se emite en Nicaragua por el canal VosTV.
Tras el final de la tercera temporada Telecinco anunció una cuarta temporada, pero que finalmente poco después no se llegó a rodar. El 28 de mayo de 2018 se vuelve a emitir en Divinity, pero con la clasificación subida a "Mayores de 16 años"

## Argumento
Catalina es una joven de 17 años, buena estudiante y buena hija, que convive con su madre Fina y su hermano Jesús. Su padre abandonó a su madre cuando esta era pequeña, y desde entonces Jesús se convierte en un padre para Catalina, deja de estudiar y se pone a trabajar para poder darle un futuro a su hermana y ayudar a su madre. A pesar de ser tan dulce y risueña no ha encontrado la felicidad plena, pues tiene un complejo: sus senos pequeños.
Todo va bien hasta que un día se reencuentra con un antiguo amigo del colegio, Rafael Duque. Este antes convivía en el mismo barrio de Catalina, eran vecinos. Rafael tiene un hermano mayor, Lolo, del que desde pequeño tuvo que hacerse cargo por orden de su madre. Tuvo un pasado duro, ya que su padre propinaba palizas a ambos hijos, pero su madre siempre protegía a su hermano mayor, Lolo, mientras que él tenía que refugiarse en la casa de Catalina. Todos estos hechos de su pasado lo marcaron para siempre, y por no tener cariño y amor de su madre se convierte en un joven ambicioso, capaz de cualquier cosa por conseguir sus objetivos, por lo que empieza en su juventud a relacionarse con las drogas y actualmente es uno de los narcotraficantes más importantes del país. Es por esto por lo que se hace rico, tiene muchos coches, una casa enorme… Aunque todo cambia cuando se reencuentra con Catalina y se enamora. Todo el mundo lo llama "El Duque".
El día que se reencuentran en la tienda de Catalina, la joven se enamora perdidamente de él y hace lo que sea por volverlo a ver contactando con su mano derecha, Jessica. A pesar de que al principio no, poco a poco se irá dando cuenta del mundo en el que está metida tanto de prostitución como de narcotráfico por lo que Rafael intenta alejarla de él una y otra vez. Pero al final El Duque se da cuenta de que se ha enamorado perdidamente de ella.

## Guionistas
Miguel Sáez Carral, Agustín Martínez, José Antonio López, Susana Prieto, Gustavo Bolívar Moreno, Diego Sotelo, Carmen Pombero, Sara Vicente, Raquel M. Barrio, José Luis Acosta, Fátima Martín, Alexandra Olaiz.

## Realización en DVD
Las tres temporadas de la serie salieron a la venta en diversas fechas:
- Sin tetas no hay paraíso - Primera temporada Completa (23 de abril de 2008)
- Sin tetas no hay paraíso - Segunda temporada Parte 1 (19 de noviembre de 2008)
- Sin tetas no hay paraíso - Segunda temporada Parte 2 (22 de enero de 2009)
- Sin tetas no hay paraíso - Segunda Temporada Completa (22 de enero de 2009)
- Sin tetas no hay paraíso - Temporadas 1 y 2 Ed.coleccionista (22 de abril de 2009)
- Sin tetas no hay paraíso - Tercera temporada completa (28 de diciembre de 2009)
- Sin tetas no hay paraíso. La serie completa - Temporadas 1 a 3 (24 de noviembre de 2010)

## Elenco

### Temporada 3
- Amaia Salamanca como Catalina Marcos Ruiz (T1-T3).
- Manolo Cardona como Martín "La Roca" (T3).
- María Castro como Jessica del Río (T1-T3).
- Thaïs Blume como Cristina Calleja (T1-T3).
- Xenia Tostado como Vanessa Suárez (T1-T3).
- Álex García como José Moreno (T2-T3).
- Juan Alfonso Baptista como Guillermo Mejía (T3).
- Yuriria Del Valle como Daniela Mejía (T3).
- Fernando Andina como Pablo Santana (T3).
- Miriam Giovanelli como Sandra Barrio (T3).
- Antonio Velázquez como Iván Sierra, promesa del fútbol y nueva pareja de Cris (T3).
- Ana Álvarez como Marta Rueda (T3).
- Iker Lastra como Jorge Bergara (T3).
- Fernando Soto como Quesada (T3).
- Raquel Infante como Claudia (T3).
- Francisco Nortes como Edu (T3).
- Simón Andreu como Salvador Martínez. En la 3.ª temporada solo sale en tres capítulos. (T1-T3)
- Paco Hidalgo como "Pancho" (T3).
- Paco Manzanedo como "Penumbras" (T3).
- José Conde como Juan Sánchez (T3).
- Aroa Gimeno como Laura Moro (T3).
- Joan Massotkleiner como Jaime la Roca (T3).
- Roberto Álvarez como "Paquito" (T3).
- Fernando Andina como el médico Pablo Santana, pareja de Jessica (T3).
- Patricia Maldonado como la madre de Martín “La Roca”.

### Personajes que abandonaron la serie
- Miguel Ángel Silvestre como Rafael Duque, muere asesinado por Morón el último capítulo de la segunda temporada.
- Cuca Escribano como Fina Ruiz (madre de Catalina), se va a vivir con Tomás Castillo (Fernando Guillén Cuervo) junto con Paula.(Iris Lezcano) y su hijo de 4 años (Víctor Rosado González), a Coruña (T1-T2).
- Fernando Guillén Cuervo como Tomás Castillo, se marcha a vivir a Coruña, junto a su amada, Fina Ruiz, y Paula y su hijo (T1-T2).
- Armando del Río como Diego Torres (T1-T2).
- Natalia Barcelò como Inma Cuesta (T1-T2).
- Felipe Vélez como Velasco (T1-T2).
- Álex Barahona como Alberto, desaparece durante la 2.ª temporada.
- Iris Lezcano como Paula (T1-T2, invitada T3) se va a vivir con su hijo (Víctor Rosado González) a Coruña con Fina y Tomás.
- Manolo Caro como Ramón Amaya "Gitano", muere asesinado por los secuaces de Moron en el Knight Club después de ser torturado para que dijese el escondite del Duque (T1-T2).
- Fernando Vaquero como Agustín Quintana "El Agus", muere degollado por los secuaces de Anatoly Terentiev (T2).
- Luis Zahera como Ramón Vega "Pertur", muere intentando matar a Duque disparándole, entonces, "El Gitano" le pega dos tiros en el pecho matándolo en el acto (T1-T2).
- Mario Bolaños como John Jairo Morón, muere al dispararle el Duque, para que no disparase a Catalina, en el último capítulo de la segunda temporada (T1-T2).
- Josep Linuesa como Miguel Cortés, muere asesinado por Catalina, antes de que él matase a Rafael Duque, en la segunda temporada (T1-T2).
- Javier Collado como Jesús Marcos (hermano de Catalina), muere asesinado por "El Pertur" en la primera temporada (T1, invitado T2 apareciendo en un recuerdo y en una pesadilla).
- Andrés Herrera como Manuel Duque Cid "El Lolo", muere asesinado por encargo de Morón en la temporada uno (T1).
- Sergio Mur como Álex Soria, abandona la serie al finalizar la segunda temporada (T1-T2).
- Leandro Rivera como "Balín", desaparece de la serie en mitad de la segunda temporada, se marcha a vivir a Cádiz (T1-T2).
- Daniel Grao como "Carlos", la mano derecha del Duque, desaparece de la serie al finalizar la primera temporada, es enviado a la costa (T1).
- Ana Rayo como "Puri", amiga de Fina, desaparece de la serie durante la segunda temporada (T1-T2).
- Noelia Castaño como Clara, la mejor amiga de Catalina, desaparece al finalizar la primera temporada (T1).
- Álvaro Baguena como Cardona, desaparece al finalizar la primera temporada (T1)quedándose en Colombia en la segunda temporada (T2).
- Frank Capdet como "El Dientes", uno de los hombres de "El Duque", muere asesinado en la primera temporada (T1).
- Alfredo Villa como Muñoz, uno de los hombres de Torres, desaparece en la segunda temporada (T1-T2).
- Vicente Romero como "El Fati", muere asesinado por Carlos en la primera temporada (T1).
- Alejandro Jornet como "El Comisario", es detenido por corrupto, no se sabe nada más de él después de la segunda temporada (T1-T2).
- Elsa Pinilla como Alejandra Lago, muere asesinada por "El Lolo" en el primer episodio de la primera temporada (T1).
- Ditran Biba como "El Búlgaro", muere asesinado por los hombres de "El Duque" en la primera temporada (T1).
- Alex O'Dogherty como Medina, uno de los hombres de Torres, desaparece de la serie en la primera temporada (T1).
- Pau Cólera como "El Cepa", uno de los hombres de "El Duque", muere asesinado por el Duque al enterarse de que estaba colaborando con Torres, en la primera temporada (T1).
- Alba Carrillo como "modelo y amiga de Catalina" (T1).
- Frank Spano como Helmer Colorado, muere por la guerrilla de Colombia al final de la segunda temporada (T1-T2).
- Cristina Collado como Elena Cortés, desaparece al final de la segunda temporada (T1-T2).
- Martijn Kuiper como Anatoli, cabecilla de la mafia rusa que hace el intercambio con Colorado, desaparece tras fallar el intercambio de armas, en la segunda temporada (T2).
- Fernando Gallego como "El Rubio", hombre de "El Duque" en la costa, es el que le tenía que ayudar a salir de Cádiz, desaparece en la segunda temporada (T2).
- Juan Carlos Meneses como Garate, jefe y dueño del bar donde trabaja Paula Iris Lezcano desaparece al final de la primera temporada (T1).
- Mohamed Chafik como "Mohamed", dueño de la pensión en la que se esconden Rafa y Cata en Cádiz, aparece solo en el último capítulo de la segunda temporada (T2).

## Producción
- Telecinco adquirió los derechos y formato de la serie de Caracol Televisión.,[8] Sin tetas no hay paraíso, basada en la novela homónima de Gustavo Bolívar.
- Mezcla de historia de amor, drama y suspenso, el 70% de grabación se ha realizado en exteriores.

## Diferencias entre la versión colombiana y española
La serie cuenta con aportaciones para adaptar la historia a la realidad social de España.
- Las motivaciones de la protagonista de la versión española es el amor, mientras que en la serie colombiana era el dinero y la ambición.
- El entorno social en que se desenvuelve la adaptación española es la clase media, mientras que la versión original era un ambiente marginal.
- La adaptación española desarrolla una trama policial con el inspector Torres, trama y personaje inexistentes en la versión original.
- La versión colombiana muestra una parte más realista y dramática, mientras que la española se desenvuelve alrededor de la ficción.
- En la versión Colombiana hay una secuela basada en la hermana de Catalina, 18 años después.

## Episodios
| Temporada | Temporada | Episodios | Emisión original         | Emisión original        | Audiencia media | Audiencia media | Audiencia media |
| Temporada | Temporada | Episodios | Primera emisión          | Última emisión          | Espectadores    | Cuota           |                 |
| --------- | --------- | --------- | ------------------------ | ----------------------- | --------------- | --------------- | --------------- |
|           | 1         | 12        | 9 de enero de 2008       | 2 de abril de 2008      | 4 016 000       | 23,4%           |                 |
|           | 2         | 16        | 11 de septiembre de 2008 | 8 de enero de 2009      | 4 068 000       | 24,4%           |                 |
|           | 3         | 15        | 13 de septiembre de 2009 | 20 de diciembre de 2009 | 2 921 000       | 16,8%           |                 |
| Total     | Total     | 43        | 9 de enero de 2008       | 20 de diciembre de 2009 | 3 668 000       | 21,5%           |                 |

## Premios y nominaciones
- Ganador Premio Pétalo 2008 al Mejor actor: Miguel Ángel Silvestre.
- Ganador Camaleón de Oro 2008 en el Festival de cine y televisión de Islantilla al Mejor actor revelación: Miguel Ángel Silvestre.
- Ganadora Premios Glamour 2008 a la Mejor actriz: Amaia Salamanca.
- Ganadora de los Premios ETB, Durango TV Y Grupo Correos 2008 al personaje del año por su trayectoria profesional: Amaia Salamanca.
- Ganador Premio Ondas 2008 a la Mejor interpretación masculina en ficción nacional: Miguel Ángel Silvestre.
- Ganadora Premio Ondas 2009 a la Mejor interpretación femenina en ficción nacional: María Castro.
- Ganadora Premio Cosmopolitan 2008 a la Mejor actriz de televisión: Amaia Salamanca.
- Nominación en los Premios de la Unión de Actores al Mejor actor revelación: Miguel Ángel Silvestre.
- Nominación en los Premios de la Unión de Actores al Mejor actor de reparto: Juan Díaz.
- Ganador Premio Fotogramas de Plata 2008 al Mejor actor de televisión: Miguel Ángel Silvestre.
- Sugerencias en los premios Fotogramas de Plata 2008 a la Mejor actriz de televisión: Amaia Salamanca, María Castro y Cuca Escribano.
- Ganadora TP de Oro 2008 a la Mejor serie española.
- Nominación en los premios TP de Oro 2008 al Mejor actor: Miguel Ángel Silvestre.
- Nominación en los premios TP de Oro 2008 a la Mejor actriz: Amaia Salamanca.
- Finalista en los premios TP de Oro 2008 al Mejor actor: Josep Linuesa.
- Finalista en los premios TP de Oro 2008 a la Mejor actriz: María Castro.
- Candidata en los premios TP de Oro 2008 a la Mejor actriz: Amaia Salamanca.
- Nominación en los Premios CineyMás 2009 a la Mejor serie española.
- Nominación en los Premios CineyMás 2009 al Mejor actor español: Miguel Ángel Silvestre.
- Nominación en los premios Fotogramas de Plata 2009 a la Mejor actriz de televisión: María Castro.
- Nominación en los premios Fotogramas de Plata 2009 a la Mejor actriz de televisión: Amaia Salamanca.
- Nominación en los Premios de la Unión de Actores al Mejor actriz revelación: Amaia Salamanca.
- Nominación en los premios TP de Oro 2009 a la Mejor actriz: María Castro.
- Candidata en los premios TP de Oro 2009 a la Mejor actriz: Amaia Salamanca.
- Ganadora en los premios Fotogramas de plata al intérprete más buscado en Internet: Amaia Salamanca
- Ganadora en los Premios Perséfone del Club de Medios en el apartado de 'Artes y Comunicación': Amaia Salamanca
- Nominación a Mejor ficción (serie de televisión) de Premios Iris (España) (Academia de Televisión y de las Ciencias y Artes del Audiovisual de España)
- Nominación Amaia Salamanca a Premio Iris a la mejor interpretación femenina (Academia de Televisión y de las Ciencias y Artes del Audiovisual de España)
- Nominación María Castro a Premio Iris a la mejor interpretación femenina (Academia de Televisión y de las Ciencias y Artes del Audiovisual de España)
- Nominación Miguel Ángel Silvestre a Premio Iris a la mejor interpretación masculina (Academia de Televisión y de las Ciencias y Artes del Audiovisual de España)

## Polémica
Poco después de la primera emisión, el Ayuntamiento de Las Palmas de Gran Canaria solicitó a Telecinco su retirada por promover «estereotipos denigrantes para la mujer que suponen un retroceso social».
Días más tarde, la asociación Telespectadores Asociados de Cataluña, pidió la retirada de la serie por "trato denigrante que se da al mundo de la oncología y al del diagnóstico". Aunque ninguna de ellas consigue dar motivos suficientes para retirar de la parrilla la exitosa serie.

## Globalización
- A principios de 2010, una televisión de Serbia (TV Pink) compra las dos primeras temporadas de la serie (española) y la vuelve a emitir con audio original y subtítulos serbios, se le renombra como "Silikonske Lepotice". Cosecha un buen éxito desde el principio
- Desde el 22 de noviembre de 2010 la producción se emite en Macedonia por el canal Pink 15. Se le renombra como "Silikonski ubavici".
- El 6 de octubre de 2010, a las 21:10 se estrena "Le due facce dell´amore" en Canale5, una serie italiana basada en la versión española de "Sin tetas no hay paraíso" y producida por la misma productora de ésta. Pero en esta versión la protagonista no tiene el complejo de falta de pecho. Su primer capítulo consigue un muy pobre 14% de cuota de pantalla.